# Balclutha (Nueva Zelanda)

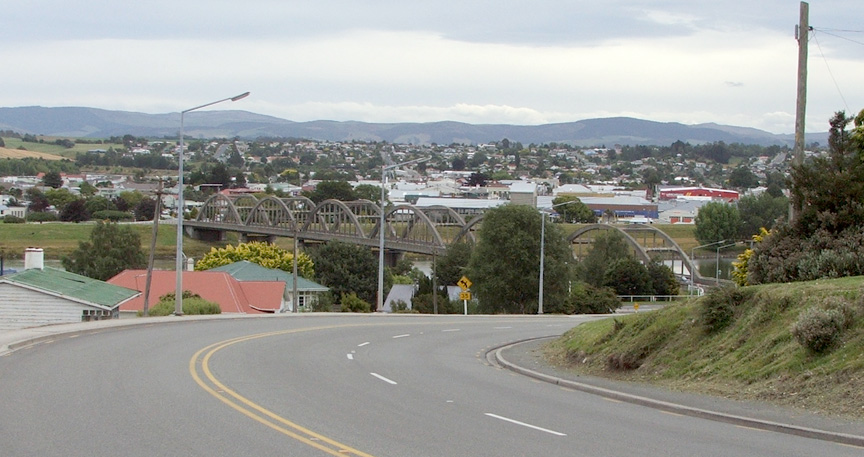
Vista de Clutha hacia el centro de la ciudad. El famoso puente es visible en el centro de la fotografía.

Balclutha es una localidad en Otago. Se encuentra cerca de la desembocadura del Río Clutha en la costa este de la Isla Sur, Nueva Zelanda. Se encuentra a medio camino entre Dunedin e Invercargill. Balclutha posee una población de 4104 (Censo de 2001), siendo la mayor ciudad de South Otago. Es una villa de servicios para la región agrícola que se encuentra en las riberas del Río Clutha, siendo además el centro urbano más cercano a the Catlins, una región de bosques, vida salvaje y una escarpada costa. 
Conocida localmente como La ciudad del gran río, El nombre de Balclutha – y el del río que la atraviesa – recuerda el origen escocés de los asentamientos, y se puede traducir a partir del Gaélico escocés como "Ciudad sobre el Clyde". En maorí, el área se denomina Iwikatea, literalmente "Huesos Blanqueados".
El Clutha fluye a través de la ciudad, es el mayor río de Nueva Zelanda por volumen de agua, y el segundo mayor, tras el Waikato. La ciudad se beneficia del río en varios aspectos, especialmente en servicios de ocio como la pesca (de la trucha marrón), esquí acuático y navegación. 
La estructura más prominente de la ciudad es el puente de hormigón que cruza el río, a unos 800 metros corriente abajo. La mayor parte de la ciudad se encuentra construida en la planicie que hay en un amplio meandro del río al sur del puente. La otra zona, conocida como North Balclutha se encuentra sobre una colina al norte del puente y Rosebank en otra colina al sur. 

## Historia
Conocida localmente como Clutha, el nombre de Balchuta refleja el origen escocés del primer asentamiento. El nombre proviene del gaélico escocés. El padre fundador del asentamiento fue James McNeil, nacido en Bonn Hill, Escocia, quien llegó al lugar en 1857. El primer nombre del lugar fue Clutha ferry, debido al servicio de transporte mediante ferri del lugar. En la lengua maorí el nombre originario es Iwikatea, que significa literalmente blanqueador de huesos, en referencia a una batalla local maorí desarrollada en el lugar en el año 1750, que dejó muchos cuerpos en descomposición en el lugar.

## Celebridades de Balclutha
- Barbara Tilden (26 de noviembre de 1955), jugadora de Jockey neozelandesa.